# 楊長鎮
楊長鎮（英語：Yiong Con-ziin，1964年4月22日—），臺灣政治人物、電臺工作者，生於苗栗縣獅潭鄉，畢業於國立中興大學歷史系、東海大學哲學所碩士，曾任蔡英文政府客家委員會主任委員、民主進步黨中央黨部「臺灣民主學院」主任、總統府秘書長室主任、立法委員葉菊蘭辦公室主任、鄭南榕基金會執行長、臺灣圖博之友會創辦人，歷任重要黨、公職，也長期從事社會運動和原住民運動，對族群問題有研究。

## 學歷
楊長鎮畢業於國立中興大學歷史系，1988年於東海大學哲學研究所取得碩士學位。

## 經歷
楊長鎮曾任民進黨中央黨部客家事務部主任，民進黨中央黨部社會運動部主任，民進黨中央黨部族群事務部主任，總統府秘書長辦公室主任，行政院客家委員會參事、主任秘書，客家電視台創台籌備小組召集人，民進黨「族群多元國家一體決議文」主稿人，鄭南榕基金會執行長，苗栗新故鄉文教基金會執行長，綠色和平電台主持人，台北電台主持人，苗栗客家文化廣播電台主持人，台灣綠黨政策委員，苗栗縣獅潭鄉獅潭村史博物館創館人，台灣原住民族政策協會理事，台灣二十一世紀議程協會常務理事，苗栗新故鄉文教基金會執行長，綠色和平電臺新聞部經理，《客家風雲》雜誌主編，立法院國會助理工會常務監事，立法委員葉菊蘭國會助理、辦公室主任，民進黨「臺灣民主學院」主任，小英教育基金會社會力發展中心主任，曾參與外省人台灣獨立促進會事務（但非會員），長年從事社會運動、原住民運動以及台灣獨立運動。
1990年，楊長鎮批評，野百合學運與工人運動、農民運動、環保運動等社運劃清界線，呈現保守色彩。
1995年8月28日，綠色和平電台遭美人、林美娜、高淑真與楊長鎮等開台元老指控「缺乏監督」、「浪費資源」。
2016年5月20日，蔡英文政府上任，楊長鎮接任客家委員會政務副主任委員。
2016年12月16日，楊長鎮在facebook撰文形容蔡英文政府執政的臺灣，「這個國家好像是由一群被青春期荷爾蒙風暴肆虐的青少年所組成，聲音很大、意見很多，熱情高漲以致無法相互聆聽。當正反雙方的社會菁英都只想把國會當成實現理想的捷徑，我看到我們離民主更遠了」。 
2017年2月7日，楊長鎮接受中評社訪問時補充，婚姻平權爭議，民進黨也許抱著真誠的夢想期待改變，但也許低估了這項社會工程的艱難，甚至根本沒想到這是社會工程，而以為只是國會席次的技術問題，以為“只要打贏國會戰場，不需要多元社會的對話”；他跑基層確實聽到不少聲音，才會使用“被青春期荷爾蒙風暴肆虐”一語主要描述，台灣社會長期以來整個情緒就像青少年，不斷主張自己權利，但是沒有辦法好好聆聽對方的意見。
2020年5月20日，客家委員會主任委員李永得轉任文化部部長，楊長鎮正式升任客家委員會主任委員。
2024年5月20日，卸任客家委員會主任委員。

## 家庭
妻子張淑玫是美國康乃爾大學景觀設計博士候選人，與徐佳青是台大園藝系同學，1996年中華民國國民大會代表選舉代表綠色本土清新黨於臺北縣第三選舉區參選但落選。婚後育有兩子，長子「有光」名取自聖經創世紀，次子則以「風風光光」取為「有風」；老大從父姓，老二從母姓，「光」與「風」都是大自然一部分。2011年7月25日，張淑玫癌症逝世。

## 出版著作
- 《荀子類的存有論研究》（1996年1月，文津出版社，ISBN 9576683424）
- 《大家來寫村史：民眾參與式社區史操作手冊》（1998年，合編，唐山出版社，ISBN 9578221452）
- 《認識臺灣眷村：1949－2006》（2006年11月，與莊豐嘉主編，民主進步黨族群事務部，ISBN 978-957-29227-2-9）
- 《從反抗到重建：國族重構下的台灣族群運動》（2008年9月，翰蘆圖書出版公司，ISBN 978-986-84007-2-6）

## 選舉

### 2009年：苗栗縣長選舉

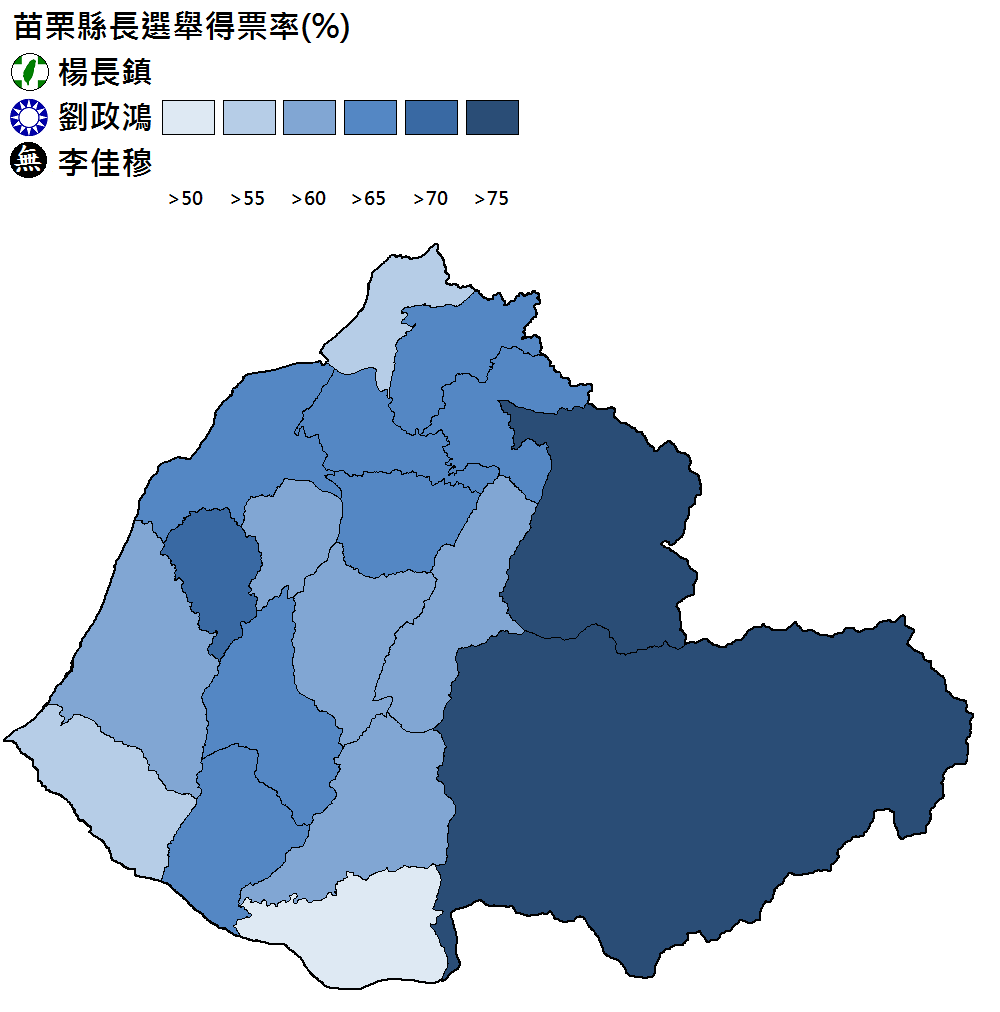
苗栗縣長選舉得票分布。

| 2009年苗栗縣縣長選舉結果 | 2009年苗栗縣縣長選舉結果 | 2009年苗栗縣縣長選舉結果 | 2009年苗栗縣縣長選舉結果 | 2009年苗栗縣縣長選舉結果 | 2009年苗栗縣縣長選舉結果 | 2009年苗栗縣縣長選舉結果 |
| 號次                     | 候選人                   | 政黨                     | 得票數                   | 得票率                   | 當選標記                 |                          |
| ------------------------ | ------------------------ | ------------------------ | ------------------------ | ------------------------ | ------------------------ | ------------------------ |
| 1                        | 楊長鎮                   | 民主進步黨               | 95,469                   | 33.60%                   |                          |                          |
| 2                        | 劉政鴻                   | 中國國民黨               | 181,256                  | 63.79%                   |                          |                          |
| 3                        | 李佳穆                   | 無黨籍                   | 7,413                    | 2.61%                    |                          |                          |
| 選舉人數                 | 選舉人數                 | 選舉人數                 | 425,837                  | 425,837                  | 425,837                  |                          |
| 投票數                   | 投票數                   | 投票數                   | 290,780                  | 290,780                  | 290,780                  |                          |
| 有效票                   | 有效票                   | 有效票                   | 284,138                  | 284,138                  | 284,138                  |                          |
| 無效票                   | 無效票                   | 無效票                   | 6,642                    | 6,642                    | 6,642                    |                          |
| 投票率                   | 投票率                   | 投票率                   | 68.28%                   | 68.28%                   | 68.28%                   |                          |

### 2011年：參選立委
2011年5月5日，楊長鎮獲民進黨徵召，代表民進黨在苗栗縣第二選舉區參選2012年立委選舉，對上徐耀昌，結果楊長鎮落選。

## 外部連結
- 楊長鎮的Facebook專頁
- YouTube上的楊長鎮頻道

| 中華民國政府職務 | 中華民國政府職務                                       | 中華民國政府職務 |
| ---------------- | ------------------------------------------------------ | ---------------- |
| 行政院           |                                                        |                  |
| 前任： 李永得    | 客家委員會主任委員 第十任 2020年5月20日－2024年5月20日 | 繼任： 古秀妃    |